# ガーディアンズ・オブ・ギャラクシー - ミッション:ブレイクアウト!
ガーディアンズ・オブ・ギャラクシー - ミッション:ブレイクアウト!（Guardians of the Galaxy – Mission: Breakout!）は、ディズニー・カリフォルニア・アドベンチャーにあるアトラクション。

## 概要
| ガーディアンズ・オブ・ギャラクシー - ミッション:ブレイクアウト! Guardians of the Galaxy – Mission: Breakout! | ガーディアンズ・オブ・ギャラクシー - ミッション:ブレイクアウト! Guardians of the Galaxy – Mission: Breakout! | ガーディアンズ・オブ・ギャラクシー - ミッション:ブレイクアウト! Guardians of the Galaxy – Mission: Breakout! | ガーディアンズ・オブ・ギャラクシー - ミッション:ブレイクアウト! Guardians of the Galaxy – Mission: Breakout! |
| --- | --- | --- | --- |
| ガーディアンズ・オブ・ギャラクシー - ミッション:ブレイクアウト!                                              | | | |
| オープン日                                                                                                   | オープン日                                                                                                   | 2017年5月27日                                                                                                | 2017年5月27日                                                                                                |
| スポンサー                                                                                                   | スポンサー                                                                                                   | なし | なし |
| 所要時間 | 所要時間 | 2分 | 2分 |
| 利用制限 | | 身長102cm以上                                                                                                | 身長102cm以上                                                                                                |
| ファストパス                                                                                                 | ファストパス                                                                                                 | | ○ |
| シングルライダー                                                                                             | シングルライダー                                                                                             | | 対象外 |

マーベル・コミック原作の映画「ガーディアンズ・オブ・ギャラクシー」をテーマとしたフリーフォール型アトラクション。ディズニーランド・リゾート内のディズニー・カリフォルニア・アドベンチャーにあり、アベンジャーズ・キャンパスに位置している。以前この場所にあったトワイライトゾーン・タワー・オブ・テラーの建物とシステムを利用しており、外装・内装共に大きく改装されている。「ガーディアンズ・オブ・ギャラクシー」とその続編である「ガーディアンズ・オブ・ギャラクシー: リミックス」に登場したキャラクターであるスター・ロード、ガモーラ、ドラックス、グルート、ロケット、コレクターが登場する。ディズニーパークにおけるマーベルのアトラクションとしては、香港ディズニーランドの「アイアンマン・エクスペリエンス」に次いで、これが2番目である。

## 経緯
2016年のサンディエゴ・コミコンに置いて、トワイライトゾーン・タワー・オブ・テラーがクローズし、ガーディアンズ・オブ・ギャラクシーのアトラクションができると発表された。さらにクリス・プラット、ゾーイ・サルダナ、デビッド・バウティスタ、ベニチオ・デル・トロがそれぞれスター・ロード、ガモーラ、ドラックス、コレクター役として出ることもこの時に発表された。なお、ディズニーによる買収以前である1994年にマーベル・エンターテイメントがユニバーサル・パークス&リゾーツと結んだ契約により、アトラクション名、またはその宣伝に「マーベル」という名前を使うことは許されていない。
また、ガーディアンズ・オブ・ギャラクシーシリーズの監督であるジェームズ・ガン本人が映像シーンの監督として携わっている。

## ストーリー
アトラクションの舞台となるのは、映画に登場したコレクターの「ティヴァン・コレクション」と呼ばれる要塞。コレクターは、彼の最新のコレクションであるガーディアンズ・オブ・ギャラクシーを特殊なケースに入れて公開しようとするが、ロケットは密かにケースを抜け出し、ゲストに助けを求める。そしてゲストはリフトに乗り込み脱出の手助けを行うのであった…

## 使用されている楽曲
乗るごとに流れる曲が変わる。スター・ロードが劇中で好む1960年代・1970年代・1980年代の音楽が使われている。なお、使われている曲は以下の6曲である。
- “Hit Me With Your Best Shot” - パット・ベネター (1980年)
- “Give Up The Funk” - パーラメント (1975年)
- “Born To Be Wild” - ステッペンウルフ (1968年)
- “I Want You Back” - ジャクソン5 (1969年)
- “Free Ride” - エドガー・ウィンター・グループ (1973年)
- “Burning Love” - エルヴィス・プレスリー (1972年)

## モンスターズ・アフター・ダーク
2017年からハロウィン期間中の夕方のみ「ガーディアンズ・オブ・ギャラクシー - モンスターズ・アフター・ダーク（Guardians of the Galaxy – Monsters After Dark）」へと変化する。このバージョンでは、アラームや照明がこれまでのものとは変更されるだけでなく、映画版の音楽を担当したタイラー・ベイツによる1970年代のロック風オリジナルソング「Monsters After Dark」が使われる。

### ストーリー
コレクターの要塞「ティヴァン・コレクション」から脱出したのもつかの間、なんとグルートを置いてけぼりにしていることが発覚。ロケットはすぐさま引き返すものの、脱走したスルトのドラゴン（映画「マイティ・ソー バトルロイヤル」に登場）の魔の牙が…